# Odontosabula fulvipilosa
Odontosabula fulvipilosa är en tvåvingeart som beskrevs av Akira Nagatomi 1985. Odontosabula fulvipilosa ingår i släktet Odontosabula och familjen vedflugor. Inga underarter finns listade i Catalogue of Life.